# Briska Gora
Briska Gora (en serbe cyrillique : Бриска Гора ; en albanais : Mali i Brisë) est un village du sud-est du Monténégro, dans la municipalité d'Ulcinj.

## Démographie

### Évolution historique de la population
| 1948 | 1953 | 1961 | 1971 | 1981 | 1991 | 2003 |
| ---- | ---- | ---- | ---- | ---- | ---- | ---- |
| 134  | 141  | 165  | 121  | 83   | 67   | 58   |